# Бобокваті
Бобокваті (груз. ბობოყვათი) — село в Грузії.
За даними перепису населення 2014 року в селі проживає 2282 особи.